# Beijing Chengfeng Zuqiu Julebu
Il Beijing Chengfeng Zuqiu Julebu (北京誠豐足球俱樂部S, Běijīng Chéngfēng Zúqiú JùlèbùP), precedentemente conosciuto come Beijing Renhe, è stata una squadra di calcio cinese con sede a Pechino. La squadra giocava le sue partite allo stadio Fengtai. Il 7 marzo 2021, il Beijing Renhe ha cambiato nome in Beijing Chengfeng e ha confermato il suo scioglimento. La maggior parte dei suoi giocatori sono stati acquisiti dall'Heilongjiang Ice City.

## Denominazione
- Dal 1995 al 1998: Shanghai Pudong Zuqiu Julebu (上海浦东足球俱乐部S;Shanghai Pudong Football Club)
- Nel 1999: Shanghai Pudong Zuqiu Julebu Pudong Hue'erpu Dui (上海浦东足球俱乐部浦东惠而浦队S; Shanghai Pudong Whirlpool Football Club)
- Nel 2000: Shanghai Pudong Zuqiu Julebu Pudong Lianyang 8848 Dui (上海浦东足球俱乐部浦东联洋8848队S; Pudong Lianyang 8848 Football Club)
- Dal 2001 al 2002: Shanghai Zhongyuan Huili Zuqiu Julebu (上海中远汇丽足球俱乐部S; Shanghai COSCO Huili Football Club)
- Nel 2003: Shanghai Zhongyuan Sanlin Zuqiu Julebu (上海中远三林足球俱乐部S; Shanghai COSCO Sanlin Football Club)
- Dal 2003 al 2005: Shanghai Zhongyuan Sanlin Zuqiu Julebu Guoji Dui (上海中远三林足球俱乐部国际队S; Shanghai International Football Club)
- Nel 2005: Shanghai Yongda Zuqiu Julebu (上海永大足球俱乐部S; Shanghai Yongda Football Club)
- Nel 2006: Xi'an Chanba Guoji Zuqiu Julebu (西安浐灞国际足球俱乐部S; Xi'an Chanba International Football Club)
- Dal 2007 al 2009: Shanxi Zhongxin Chanba Zuqiu Dui (陕西中新浐灞足球队S; Shaanxi Neo-China Chanba Football Club)
- Dal 2009 al 2010: Shanxi Lüdi Chanba Zuqiu Dui (陕西绿地浐灞足球队S; Shaanxi Greenland Chanba Football Club)
- Dal 2010 al 2011: Shanxi Baorong Chanba Zuqiu Julebu Zhongjian Dichan Chanba Dui (陕西宝荣浐灞足球俱乐部中建地产浐灞队S; Shaanxi Zhongjian Chanba Football Club)
- Nel 2011: Shanxi Baorong Chanba Zuqiu Julebu Renhe Shangye Chanba Dui (陕西宝荣浐灞足球俱乐部人和商业浐灞队S; Shaanxi Renhe Commercial Chanba Football Club)
- Dal 2012 al 2015: Guizhou Renhe Zuqiu Julebu (贵州人和足球俱乐部S; Guizhou Renhe Football Club)
- Dal 2016 al 2020: Beijing Renhe Zuqiu Julebu (北京人和足球俱乐部S; Beijing Renhe Football Club)
- Nel 2021: Beijing Chengfeng Zuqiu Julebu (北京誠豐足球俱樂部S; Beijing Chengfeng Football Club)

## Risultati
| Stagione  | 1995 | 1996 | 1997 | 1998 | 1999 | 2000 | 2001 | 2002 | 2003 | 2004 | 2005 | 2006 | 2007 | 2008 | 2009 | 2010 | 2011 | 2012 | 2013 |
| --------- | ---- | ---- | ---- | ---- | ---- | ---- | ---- | ---- | ---- | ---- | ---- | ---- | ---- | ---- | ---- | ---- | ---- | ---- | ---- |
| Divisione | 3    | 2    | 2    | 2    | 2    | 2    | 2    | 1    | 1    | 1    | 1    | 1    | 1    | 1    | 1    | 1    | 1    | 1    | 1    |
| Posizione | 1    | 9    | 10   | 7    | 4    | 4    | 1    | 9    | 2    | 3    | 8    | 9    | 13   | 5    | 12   | 10   | 9    | 4    | 4    |

## Palmarès

### Competizioni nazionali
- Coppa della Cina: 1

2013
- Supercoppa di Cina: 1

2014
- China League One: 1

2001
- China League Two: 1

1995

### Altri piazzamenti
- Campionato cinese:

Secondo posto: 2003
Terzo posto: 2004
- Coppa della Cina:

Finalista: 2012
Semifinalista: 2006
- China League One:

Secondo posto: 2017

## Rosa 2020
| N. |                 | Ruolo | Calciatore                                           |
| -- | --------------- | ----- | ---------------------------------------------------- |
| 3  | Cina (bandiera) | C     | Liu Boyang                                           |
| 6  | Cina (bandiera) | C     | Jin Chengjun                                         |
| 7  | Cina (bandiera) | A     | Jin Hui                                              |
| 8  | Cina (bandiera) | C     | Zhang Yufeng                                         |
| 9  | Cina (bandiera) | C     | Yu Wenhe                                             |
| 10 | Cina (bandiera) | C     | Cao Yongjing                                         |
| 11 | Cina (bandiera) | C     | Zhang Wenzhao (in prestito dal Guangzhou Evergrande) |
| 12 | Cina (bandiera) | P     | Zhang Lie                                            |
| 13 | Cina (bandiera) | D     | Liu Xiangwei                                         |
| 14 | Cina (bandiera) | C     | Liu Yaoxin (in prestito dal Tianjin TEDA)            |
| 15 | Cina (bandiera) | D     | Shi Jiwei                                            |
| 16 | Cina (bandiera) | P     | Zhu Zilin                                            |
| 17 | Cina (bandiera) | D     | Liu Jian                                             |
| 18 | Cina (bandiera) | C     | Sun Weizhe                                           |

| N. |                    | Ruolo | Calciatore                                             |
| -- | ------------------ | ----- | ------------------------------------------------------ |
| 19 | Cina (bandiera)    | C     | Liu Xinyu                                              |
| 21 | Cina (bandiera)    | C     | Liu Yingchen (in prestito dal Dalian Pro)              |
| 23 | Cina (bandiera)    | C     | Luo Andong (in prestito dallo Shandong Luneng Taishan) |
| 27 | Brasile (bandiera) | A     | Tiago Leonço                                           |
| 28 | Cina (bandiera)    | C     | Li Chenglong                                           |
| 29 | Cina (bandiera)    | C     | Nizamdin Ependi                                        |
| 31 | Cina (bandiera)    | D     | Yang Chaohui                                           |
| 33 | Cina (bandiera)    | D     | Li Shisen                                              |
| 34 | Cina (bandiera)    | P     | Wu Jiongde                                             |
| 35 | Cina (bandiera)    | A     | Lin Jinghao                                            |
| 37 | Cina (bandiera)    | A     | Hou Zhe                                                |
| 38 | Cina (bandiera)    | D     | Fu Jie                                                 |
| 39 | Cina (bandiera)    | C     | Huang Jianjian                                         |

## Organico 2016
Aggiornato il 24 febbraio 2017
| N. |                                 | Ruolo | Calciatore           |
| -- | ------------------------------- | ----- | -------------------- |
| 1  | Cina (bandiera)                 | P     | Jiamin Xu            |
| 3  | Cina (bandiera)                 | D     | Zhang Chenglin       |
| 4  | Cina (bandiera)                 | D     | Yu Rui               |
| 5  | Cina (bandiera)                 | D     | Liu Yang             |
| 9  | Bosnia ed Erzegovina (bandiera) | A     | Zvjezdan Misimović   |
| 12 | Cina (bandiera)                 | P     | Zhang Lie (capitano) |
| 13 | Cina (bandiera)                 | C     | Shi Liang            |
| 14 | Cina (bandiera)                 | C     | Yang Yihu            |
| 15 | Cina (bandiera)                 | C     | Chen Jie             |
| 16 | Cina (bandiera)                 | D     | Xiang Hantian        |
| 18 | Cina (bandiera)                 | A     | Shen Tianfeng        |
| 19 | Cina (bandiera)                 | D     | Liu Tianqi           |
| 20 | Cina (bandiera)                 | C     | Cao Yongjing         |
| 22 | Cina (bandiera)                 | C     | Wang Gang            |
|    | Kenya (bandiera)                | C     | Ayub Masika          |

| N. |                          | Ruolo | Calciatore    |
| -- | ------------------------ | ----- | ------------- |
| 23 | Cina (bandiera)          | C     | Sun Weizhe    |
| 25 | Cina (bandiera)          | C     | Chen Liming   |
| 27 | Corea del Sud (bandiera) | D     | Park Ju-Sung  |
| 28 | Cina (bandiera)          | C     | Zang Yuxuan   |
| 29 | Cina (bandiera)          | P     | Sheng Peng    |
| 31 | Cina (bandiera)          | D     | Rao Weihui    |
| 32 | Cina (bandiera)          | C     | Gan Chao      |
| 33 | Cina (bandiera)          | C     | Zhu Baojie    |
| 35 | Cina (bandiera)          | C     | Tang Yuan     |
| 44 | Cina (bandiera)          | A     | Wu Dingmao    |
|    | Cina (bandiera)          | D     | Sun Jihai     |
|    | Cina (bandiera)          | A     | Han Peng      |
|    | Cina (bandiera)          | D     | Wang Qiang    |
|    | Cina (bandiera)          | C     | Feng Renliang |
|    | Cina (bandiera)          | C     | Li Shuai      |
|    | Ecuador (bandiera)       | A     | Jaime Ayoví   |